# فيروس أبو حماد
فيروس أبو حماد (بالإنجليزية: Abu Hammad virus) هو سلالة ضمن جنس الفيروسة البنياوية الطبيعية. وقد عُزل من قراد، يُدعى أرجاس هيرماني، في مصر. لا يُسبب هذا الفيروس أي مرض لدى البشر. يتشارك فيروس أبو حماد في علاقة بين المجموعات مع فيروسات المجموعات المصلية (CHF-CON، وHUG، وNSD، وQYB، وSAK)، والتي تشكل جميعها جنس فيروس نيرو.